# 母享镇
母享镇，是中华人民共和国云南省昭通市镇雄县下辖的一个乡镇级行政单位。

## 行政区划
母享镇下辖以下地区：
母享村、阳光村、湾沟村、后槽村、三合村、穿洞村、串九村、堰沟村、陇东村和平桥村。